# Theta Sculptoris
Theta Sculptoris (53 Sculptoris) é uma estrela na direção da constelação de Sculptor. Possui uma ascensão reta de 00h 11m 43.89s e uma declinação de −35° 08′ 00.2″. Sua magnitude aparente é igual a 5.24. Considerando sua distância de 71 anos-luz em relação à Terra, sua magnitude absoluta é igual a 3.55. Pertence à classe espectral F3/F5V.